# Siegfried Kasche
Siegfried Kasche (Strausberg, 18 giugno 1903 – Zagabria, 7 giugno 1947) è stato un ambasciatore tedesco del Reich presso lo Stato indipendente di Croazia e Obergruppenführer della SA. Fu proposto alla guida del Reichskommissariat Moskowien. Fu impiccato per crimini di guerra in Jugoslavia il 7 giugno 1947..

## Biografia
Nacque a Strausberg, dopo aver frequentato la scuola per cadetti a Potsdam e l'Accademia militare di Lichterfelde, trascorse gli anni 1919-1920 nei Freikorps a Berlino e negli Stati baltici. Si unì alle SA nel 1925 diventandone uno dei leader in Pomerania, e poi al partito nazista nel 1926. Dal 1928 al 1931 fu vice Gauleiter della regione dell'Ostmark e nel settembre 1930 fu eletto al Reichstag. Nel 1934 fu promosso Obergruppenführer.
Kasche fu uno dei pochi ufficiali delle SA a sopravvivere alla Notte dei lunghi coltelli riuscendo a convincere Göring ad intercedere per lui.

### Ambasciatore in Croazia
Nell'aprile 1941 passò alle dipendenze del ministero degli Esteri come diplomatico. Il 15 aprile 1941, quando la Germania riconobbe lo Stato indipendente di Croazia, Kasche fu nominato ambasciatore. Arrivò a Zagabria il 20 aprile. Il 16 luglio fu designato come futuro Reichskommissar del Reichskommissariat Moskowien, la regione che doveva comprendere gran parte del territorio della Russia centrale e settentrionale fino ai monti Urali. Gli eventi militari sul fronte orientale durante l'inverno 1941-1942 ne impedirono l'insediamento, lasciando il progetto in fase embrionale.
Nello Stato indipendente di Croazia, Kasche sostenne la necessità di un'azione congiunta delle forze dell'Asse contro i partigiani jugoslavi. Fu molto legato ad Ante Pavelić e agli Ustascia, giustificandone la politica e le azioni, Hitler lo definì "un croato migliore di Pavelić".
Kasche fu in costante conflitto con Edmund Glaise-Horstenau, generale plenipotenziario nello Stato indipendente della Croazia. Dopo il fallito complotto Lorković-Vokić del 1944, il tentativo di allineare lo Stato indipendente di Croazia agli Alleati, Kasche riuscì a far allontanare Horstenau dalla Croazia poiché coinvolto nel complotto.

### Dopoguerra
Dopo la fine della guerra in Europa, Kasche fu consegnato alla Jugoslavia dagli Alleati, processato dalla Corte Suprema della Repubblica Socialista di Croazia nel maggio 1947 e condannato a morte. Fu impiccato il 7 giugno 1947.

## Crimini di guerra
Durante la seconda guerra mondiale, furono deportati molti serbi, alcuni in Serbia e altri in Germania: l'ordine di deportazione non arrivò dai leader dello Stato indipendente di Croazia, al contrario i croati preferirono convertire con la forza, uccidere o sfruttare ai lavori forzati i serbi all'interno dei nuovi confini nazionali.
Secondo il Tribunale di Norimberga, ci fu una conferenza presieduta da Siegfried Kasche nell'ambasciata tedesca "in cui è stato deciso di evacuare con la forza gli sloveni in Croazia e Serbia, ed i serbi dalla Croazia in Serbia. Queste decisioni sono provate da un telegramma del Ministero degli Affari Esteri, numero 389, del 31 maggio 1941".
Il 18 aprile 1944 riferì a Berlino che "la Croazia è uno dei paesi in cui il problema ebraico è stato risolto".